# Kanton Lot et Palanges
Der Kanton Lot et Palanges ist ein französischer Wahlkreis im Département Aveyron in der Region Okzitanien. Er umfasst 13 Gemeinden im Arrondissement Rodez. Durch die landesweite Neuordnung der französischen Kantone wurde er 2015 neu geschaffen.

## Gemeinden
Der Kanton besteht aus 13 Gemeinden mit insgesamt 10.389 Einwohnern (Stand: 1. Januar 2022) auf einer Gesamtfläche von 465,62 km²:
| Gemeinde                       | Einwohner 1. Januar 2022 | Fläche km² | Dichte Einw./km² | Code INSEE | Postleitzahl |
| ------------------------------ | ------------------------ | ---------- | ---------------- | ---------- | ------------ |
| Bertholène                     | 1.049                    | 46,96      | 22               | 12026      | 12310        |
| Castelnau-de-Mandailles        | 567                      | 35,87      | 16               | 12061      | 12500        |
| Gaillac-d’Aveyron              | 326                      | 29,03      | 11               | 12107      | 12310        |
| Laissac-Sévérac l’Église       | 2.148                    | 33,90      | 63               | 12120      | 12310        |
| Lassouts                       | 318                      | 30,74      | 10               | 12124      | 12500        |
| Palmas d’Aveyron               | 1.027                    | 43,58      | 24               | 12177      | 12310, 12340 |
| Pierrefiche                    | 293                      | 17,10      | 17               | 12182      | 12130        |
| Pomayrols                      | 118                      | 23,10      | 5                | 12184      | 12130        |
| Prades-d’Aubrac                | 310                      | 46,64      | 7                | 12187      | 12470        |
| Saint-Côme-d’Olt               | 1.446                    | 30,10      | 48               | 12216      | 12500        |
| Sainte-Eulalie-d’Olt           | 371                      | 17,48      | 21               | 12219      | 12130        |
| Saint Geniez d’Olt et d’Aubrac | 2.167                    | 90,17      | 24               | 12224      | 12130        |
| Vimenet                        | 249                      | 20,95      | 12               | 12303      | 12310        |
| Kanton Lot et Palanges         | 10.389                   | 465,62     | 22               | 1209       | –            |

## Veränderungen im Gemeindebestand seit der landesweiten Neuordnung der Kantone
2016:
- Fusion Aurelle-Verlac und Saint-Geniez-d’Olt → Saint Geniez d’Olt et d’Aubrac
- Fusion Laissac und Sévérac-l’Église → Laissac-Sévérac l’Église
- Fusion Coussergues, Cruéjouls und Palmas → Palmas d’Aveyron

## Politik
| Vertreter im Departementrat | Vertreter im Departementrat        | Vertreter im Departementrat |
| Amtszeit                    | Namen                              | Partei                      |
| --------------------------- | ---------------------------------- | --------------------------- |
| 2015–                       | Jean-Claude Luche Christine Presne | UDI                         |